# Sainte-Agnès (Alpes-Maritimes)
Sainte-Agnès (Occitaans: Santa Anha; Italiaans (verouderd): Sant'Agnese) is een gemeente in het Franse departement Alpes-Maritimes (regio Provence-Alpes-Côte d'Azur). De plaats maakt deel uit van het arrondissement Nice. De gemeente telde 1.365 inwoners op 1 januari 2022. Sainte-Agnès is lid van Les Plus Beaux Villages de France.
Het dorp Sainte-Agnès ligt op een hoogte van circa 750 meter tegen de helling van een berg. De oudste bebouwing van het middeleeuwse deel dateert uit de elfde eeuw. Op de top van de berg bevinden zich de ruïnes van een kasteel uit de twaalfde eeuw. Aan de rand van het dorp werd tussen 1932 en 1936 een fort aangelegd dat onderdeel uitmaakte van de Maginotlinie. Thans is er een museum in gevestigd.

## Geografie
De oppervlakte van Sainte-Agnès bedraagt 9,37 vierkante kilometer; Op 1 januari 2022 was de bevolkingsdichtheid 145,7 inwoners per km².

De onderstaande kaart toont de ligging van Sainte-Agnès met de belangrijkste infrastructuur en aangrenzende gemeenten.

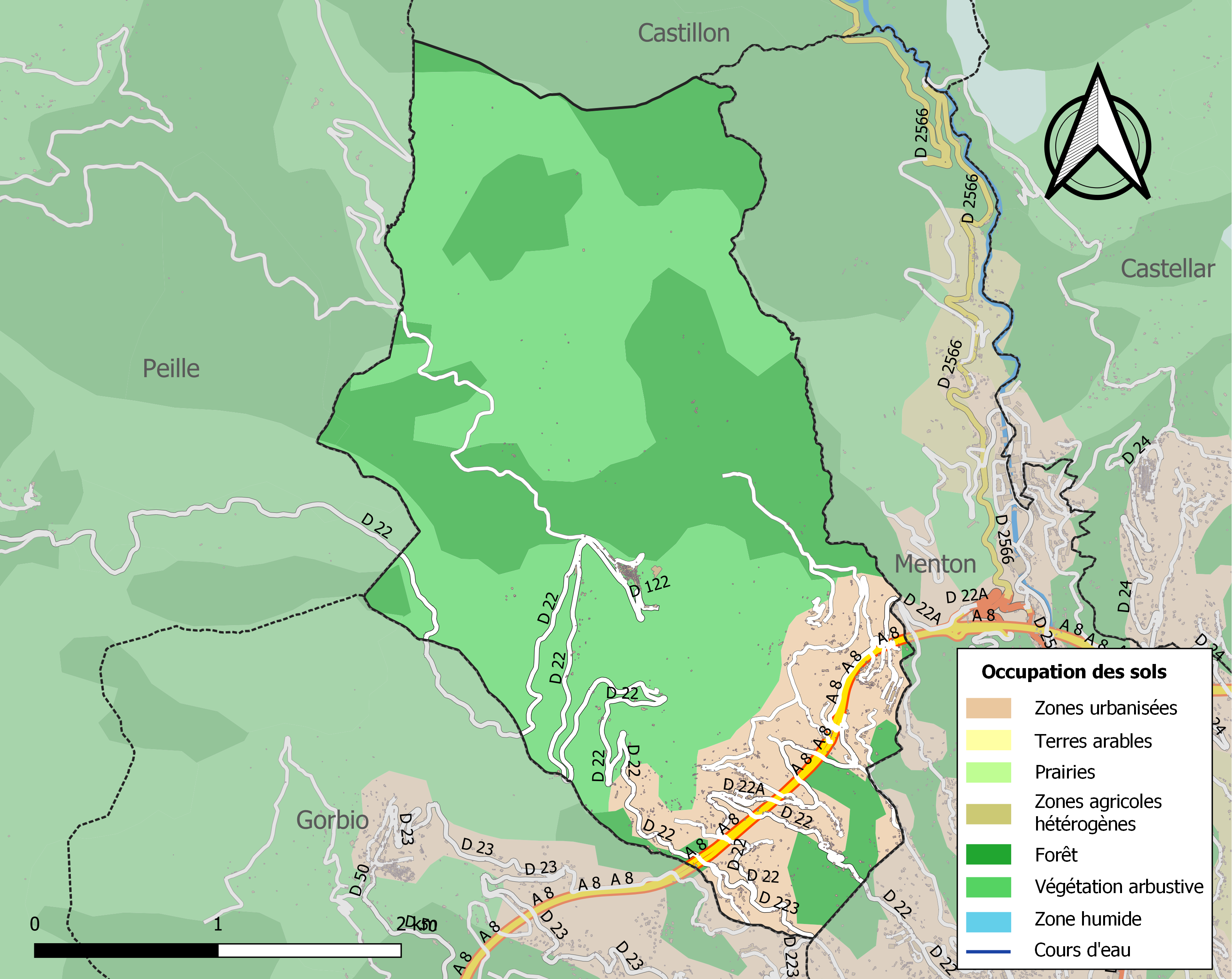

## Demografie
Onderstaande figuur toont het verloop van het inwonertal.
Vanwege een beveiligingsprobleem met de MediaWiki Graph-software is het momenteel niet mogelijk deze grafiek weer te geven. Zodra de software is bijgewerkt zal de grafiek vanzelf weer zichtbaar worden.

## Afbeeldingen

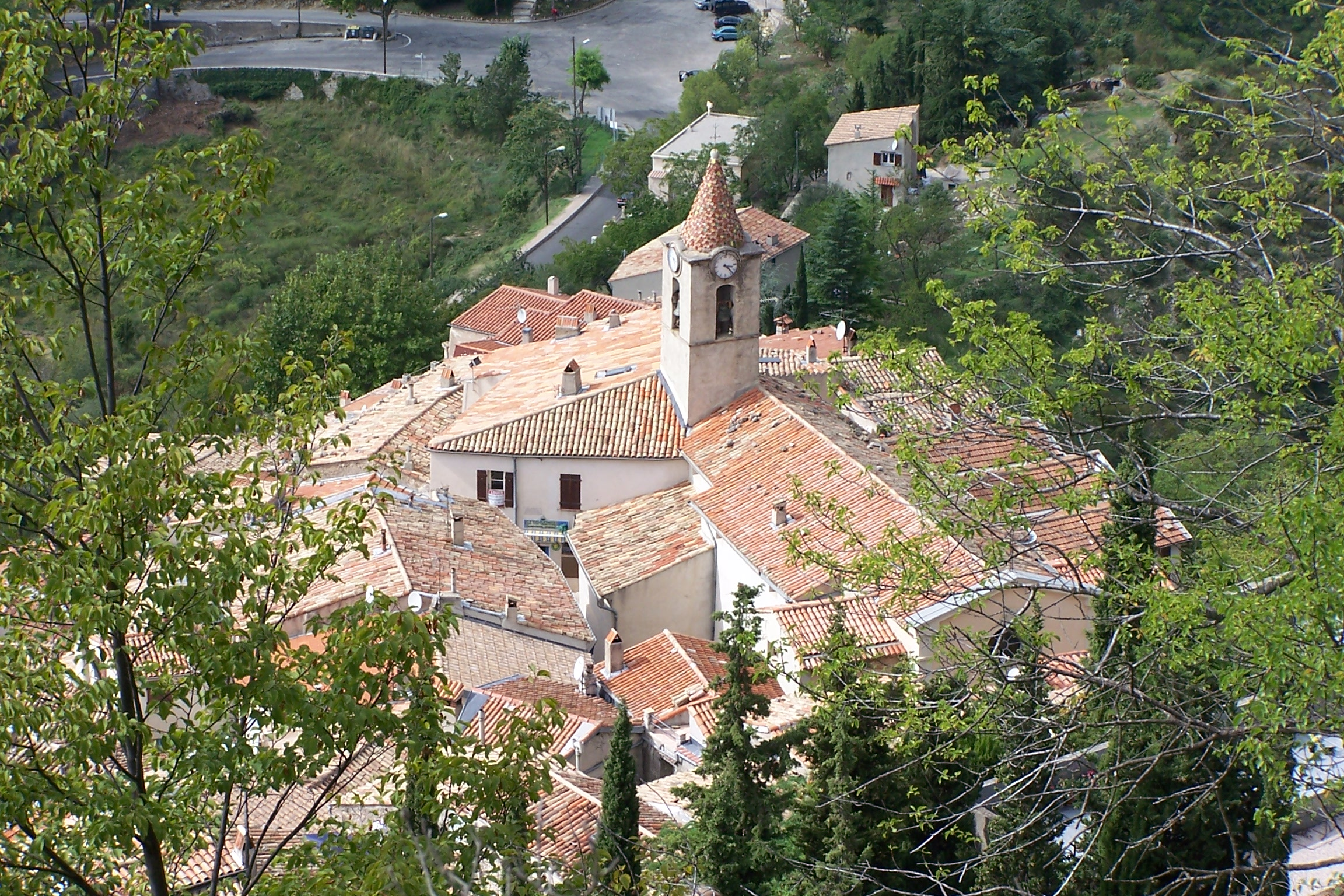
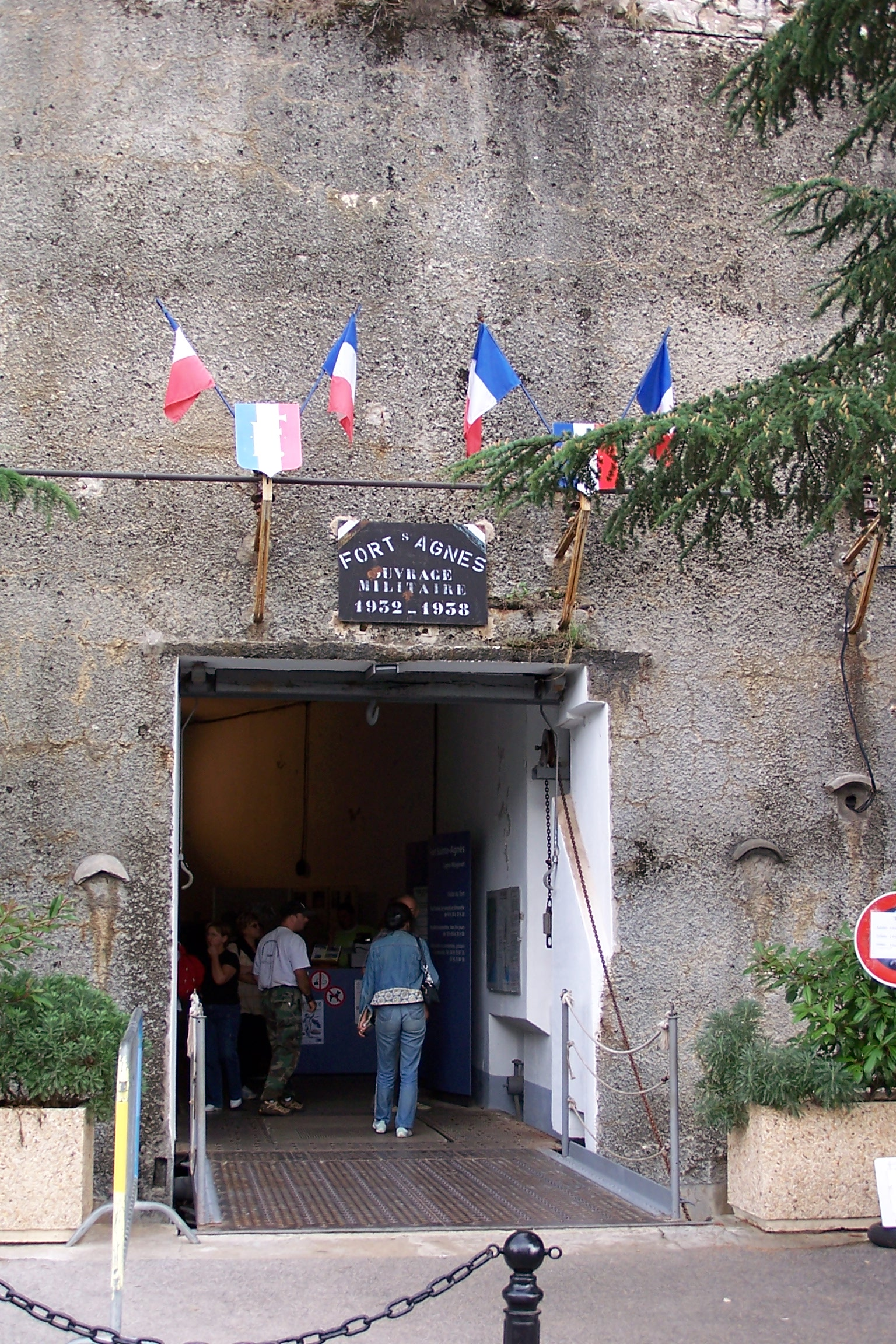
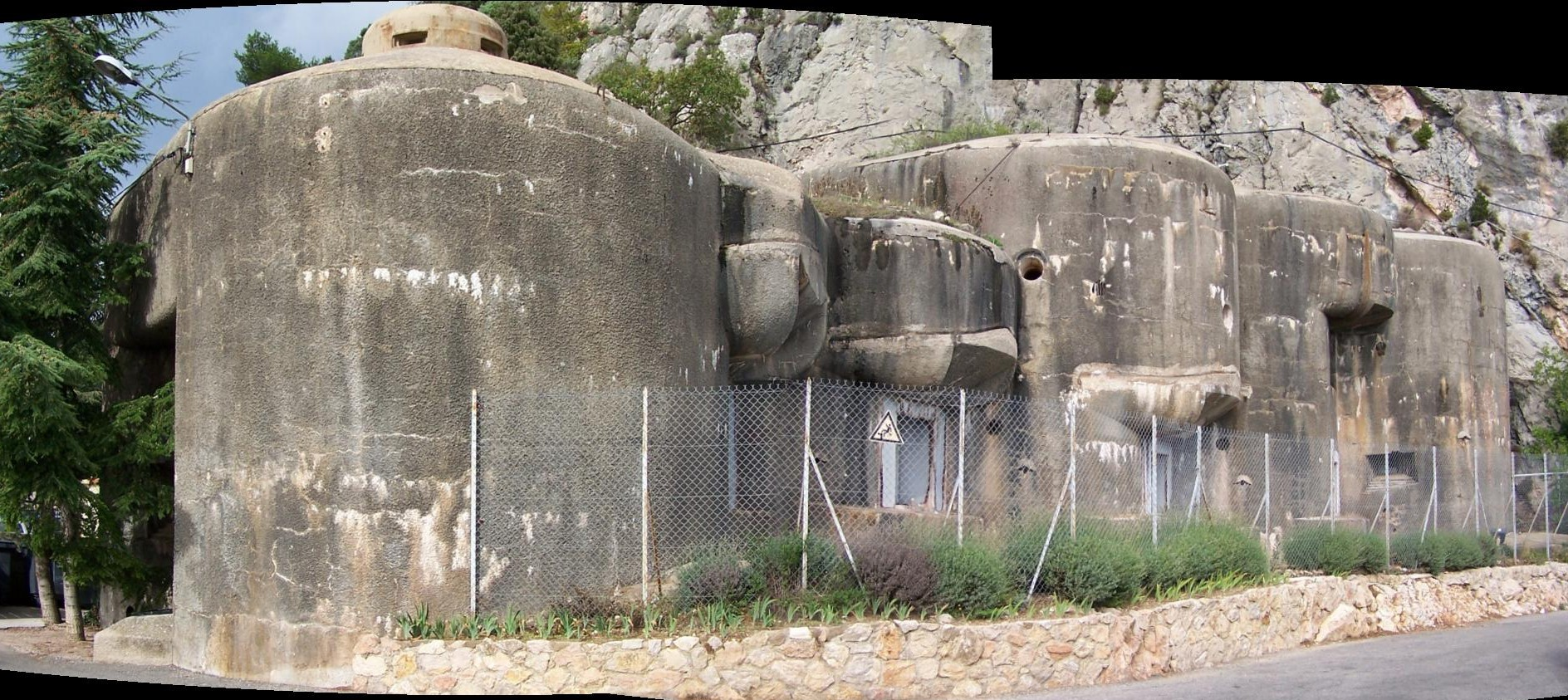
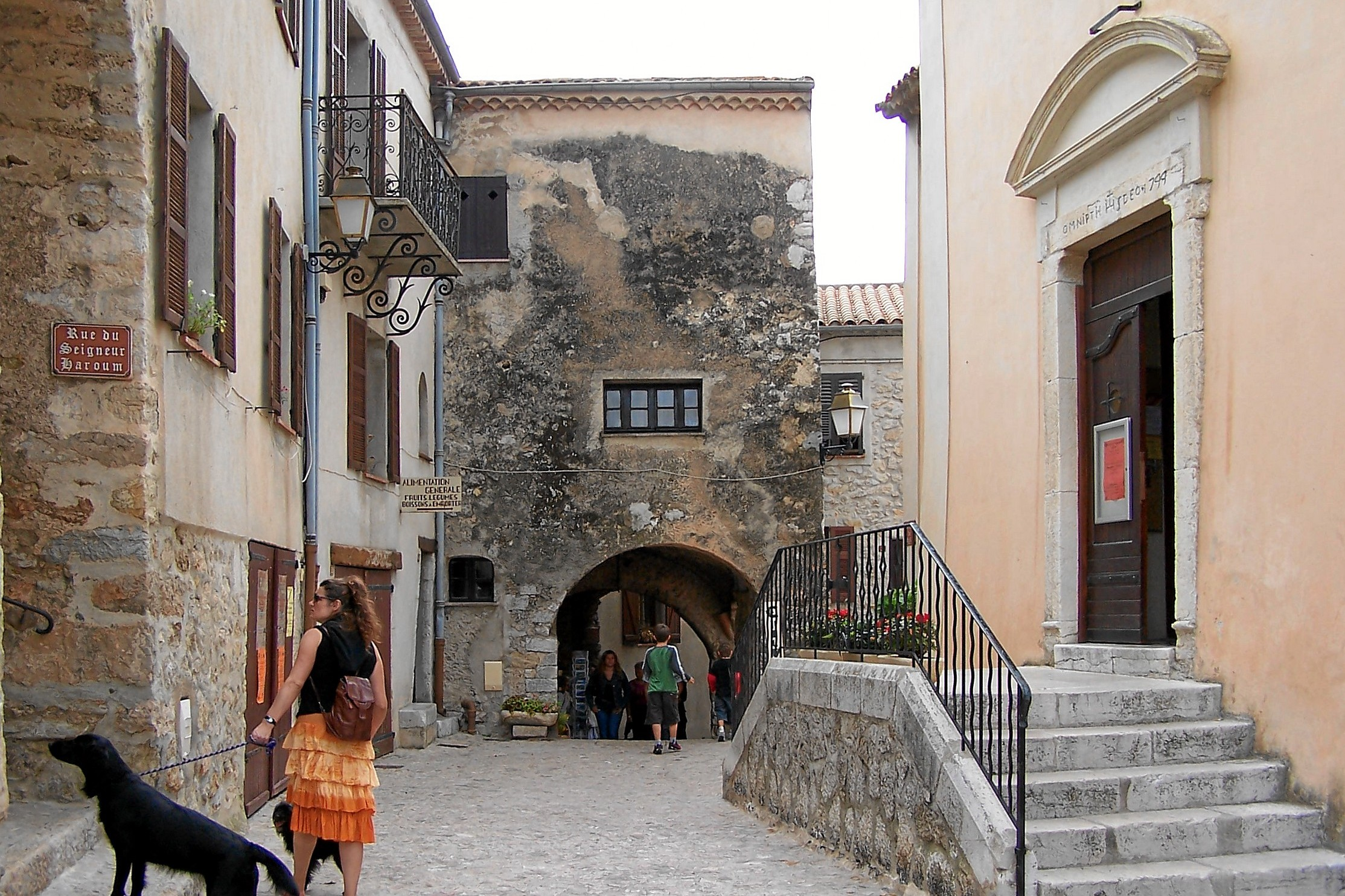
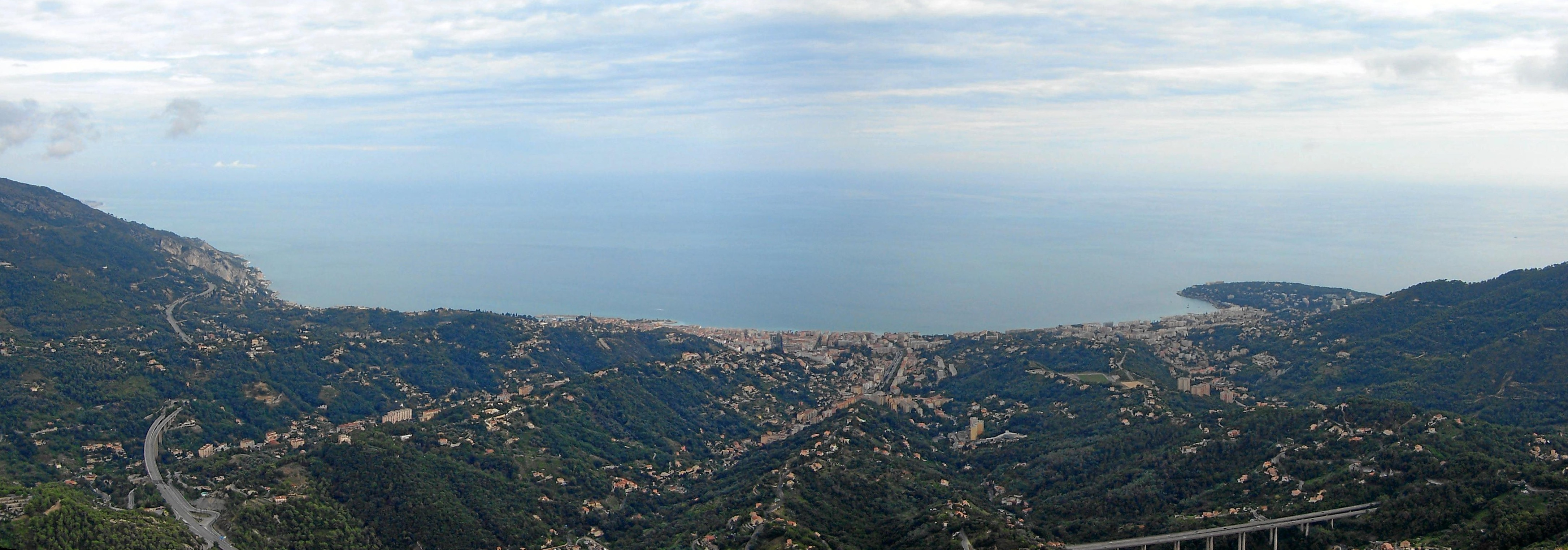

Castellar · Castillon · Gorbio · Menton · Roquebrune-Cap-Martin · Sainte-Agnès
(Sortering op regio > departement (vet) > gemeente)